# Rüdiger Pohl (Wirtschaftswissenschaftler)
Rüdiger Pohl (* 18. Februar 1945 in Jüterbog) ist ein deutscher Wirtschaftswissenschaftler und emeritierter Professor für Volkswirtschaftslehre an der Martin-Luther-Universität Halle-Wittenberg.
Rüdiger Pohl studierte an der Freien Universität Berlin. Seine Promotion (1971) und Habilitation (1975) erfolgten an der Universität Hannover. Er war von 1977 bis 1993 Professor an der FernUniversität in Hagen. Von 1986 bis 1994 gehörte er dem Sachverständigenrat zur Begutachtung der gesamtwirtschaftlichen Entwicklung an. Von 1989 bis 1991 war er zugleich Vorstandsmitglied beim Rheinisch-Westfälischen Institut für Wirtschaftsforschung in Essen.
1993 nahm er einen Ruf an der Martin-Luther-Universität an, wo er von 1994 bis 2004 auch Präsident des Instituts für Wirtschaftsforschung Halle war. Von 1999 bis 2002 war er Mitglied des Wissenschaftsrates. Von 1999 bis 2013 war er Mitglied im Senat der Deutschen Nationalstiftung. Seine Lehr- und Forschungsgebiet sind Geldtheorie und -politik, sowie die Geld- und Kapitalmärkte. 2000 wurde ihm das Bundesverdienstkreuz 1. Klasse verliehen. Die TU Bergakademie Freiberg verlieh ihm 2003 die Ehrendoktorwürde. Seit dem 1. April 2010 ist er im Ruhestand.